# Konstantinos Dimitropoulos
Konstantinos Dimitropoulos (grekiska: Κωνσταντίνος Δημητρόπουλος), född 31 augusti 2004, är en grekisk taekwondoutövare. 

## Karriär
I juni 2023 tog Dimitropoulos brons i 54 kg-klassen vid europeiska spelen i Kraków-Małopolska. I december 2023 tog han brons i 54 kg-klassen vid U21-EM i Bukarest.
I maj 2024 tog Dimitropoulos silver i 54 kg-klassen vid EM i Belgrad efter en finalförlust mot turkiske Furkan Ubeyde Çamoğlu.